# Claude Thornhill
Claude Thornhill (Terre Haute, 10 agosto 1909 – New York, 1º luglio 1965) è stato un pianista, arrangiatore e direttore d'orchestra statunitense di musica jazz.

## Bambini prodigio
Thornhill, che fu un bambino prodigio, formò giovanissimo un duo con Danny Polo, un altro prodigio musicale (suonava tromba e clarinetto) proveniente dalla vicina Clinton. Il suo primo ingaggio, a undici anni, gli fu procurato da Artie Shaw, con cui fu amico per il resto della vita, con l'orchestra di Austin Wylie nel 1920. Da studente alla Garfield High School di Terre Haute, fece parte di diverse orchestre teatrali.
Attivo a New York all'inizio degli anni trenta, Thornhill suonò con Paul Whiteman, Benny Goodman, Ray Noble e Billie Holiday. Arrangiò Loch Lomond (che ebbe un grandissimo successo commerciale) e Annie Laurie per Maxine Sullivan.
Nel 1940 Claude Thornhill fondò la sua orchestra, che fu inizialmente conosciuta soprattutto come complesso da ballo. La fama dell'orchestra fu però presto alimentata dai molti, ottimi jazzisti che aveva tra le sue file (Gerry Mulligan, Red Rodney, Lee Konitz) e dai raffinati e innovativi arrangiamenti dello stesso Thornhill e di Gil Evans, cui più tardi si aggiunsero quelli di Mulligan: l'incisione Portrait of a Guinea Farm è da molti considerata un classico.
L'orchestra aveva un suono privo di vibrato che lasciava apprezzare meglio i timbri dei vari strumenti e Thornhill incoraggiava i suoi musicisti a sviluppare sonorità limpide e rilassate. Anche l'organico aveva caratteristiche singolari, comprendendo due corni francesi e una tuba. Molte di queste caratteristiche furono riprese dal famoso nonetto che Miles Davis diresse tra il 1948 e il 1949, le cui registrazioni contenute nell'album Birth of the Cool sono considerate uno dei punti di partenza del cool jazz. Tra i maggiori successi dell'orchestra si ricordano Snowfall, A Sunday Kind of Love e Love for Love.
L'orchestra fu sciolta nel 1942 quando Thornhill fu arruolato nell'esercito, dove suonò con la banda della Marina Militare degli Stati Uniti, diretta da Artie Shaw. Dal 1946 al 1948 l'orchestra di Thornhill fu di nuovo in attività a New York. Negli anni cinquanta Thornhill fu il direttore musicale di Tony Bennett e in seguito si dedicò alla direzione di piccoli gruppi, senza più riuscire a riscuotere il successo che aveva avuto con la sua orchestra.
Claude Thornhill morì a 58 anni di attacco cardiaco.